# منتخب أذربيجان لكرة اليد
منتخب أذربيجان لكرة اليد هو ممثل أذربيجان الرسمي في المنافسات الدولية في كرة اليد
.